# نساره علیا
نساره علیا، روستایی از توابع بخش مرکزی شهرستان دیواندره در استان کردستان ایران است. این روستای زیبا در ساحل جنوبی رودخانه قزل اوزن واقع شده است.

## جمعیت
این روستا در دهستان حومه قرار دارد و براساس سرشماری مرکز آمار ایران در سال 1395، جمعیت آن 1812 نفر (463 خانوار) بوده‌است.